# 軒歷·安達臣
軒歷·安達臣（丹麥語：Henrik Andersen，1965年5月7日—）是一名前丹麥防守球員，乃1992年歐洲國家盃冠軍隊成員，亦曾為安德列治贏得1982/83球季的歐洲足協盃冠軍。

## 國家隊生涯
軒歷·安達臣於效力安德列治期間獲國家隊領隊龐迪克青睞，在1985年5月8日丹麥主場對東德的比賽首度為國家隊披甲。 此後順利入選1986年世界盃大軍。
他亦曾代表國家隊參與1992年歐洲國家盃，於首三場分組賽及準決賽上陣。由於在對荷蘭的準決賽勇戰受傷，無緣參與最終擊敗勁敵德國的決賽。

## 榮譽
安德列治
- 比利時甲組聯賽冠軍(3): 1984–85, 1985–86, 1986–87
- 比利時盃冠軍(2): 1987–88, 1988–89
- 歐洲足協盃冠軍: 1982–83

丹麥國家隊
- 歐洲國家盃冠軍： 1992

## 外部連結
- 丹麥國家隊 軒歷·安達臣檔案 （页面存档备份，存于）